# Kamienica Pod Złotą Gwiazdą we Wrocławiu
Kamienica Pod Złotą Gwiazdą (j. niem. Zum goldnen Stern) – kamienica na wrocławskim rynku, na jego wschodniej pierzei, na tzw. stronie Zielonej Trzciny (niem. Grüne-Rohr-Seite) lub Zielonej Rury (według Mateusza Golińskiego ta część pierzei nosiła nazwę "Pod Podcieniami Kapeluszników").

## Historia i architektura kamienicy

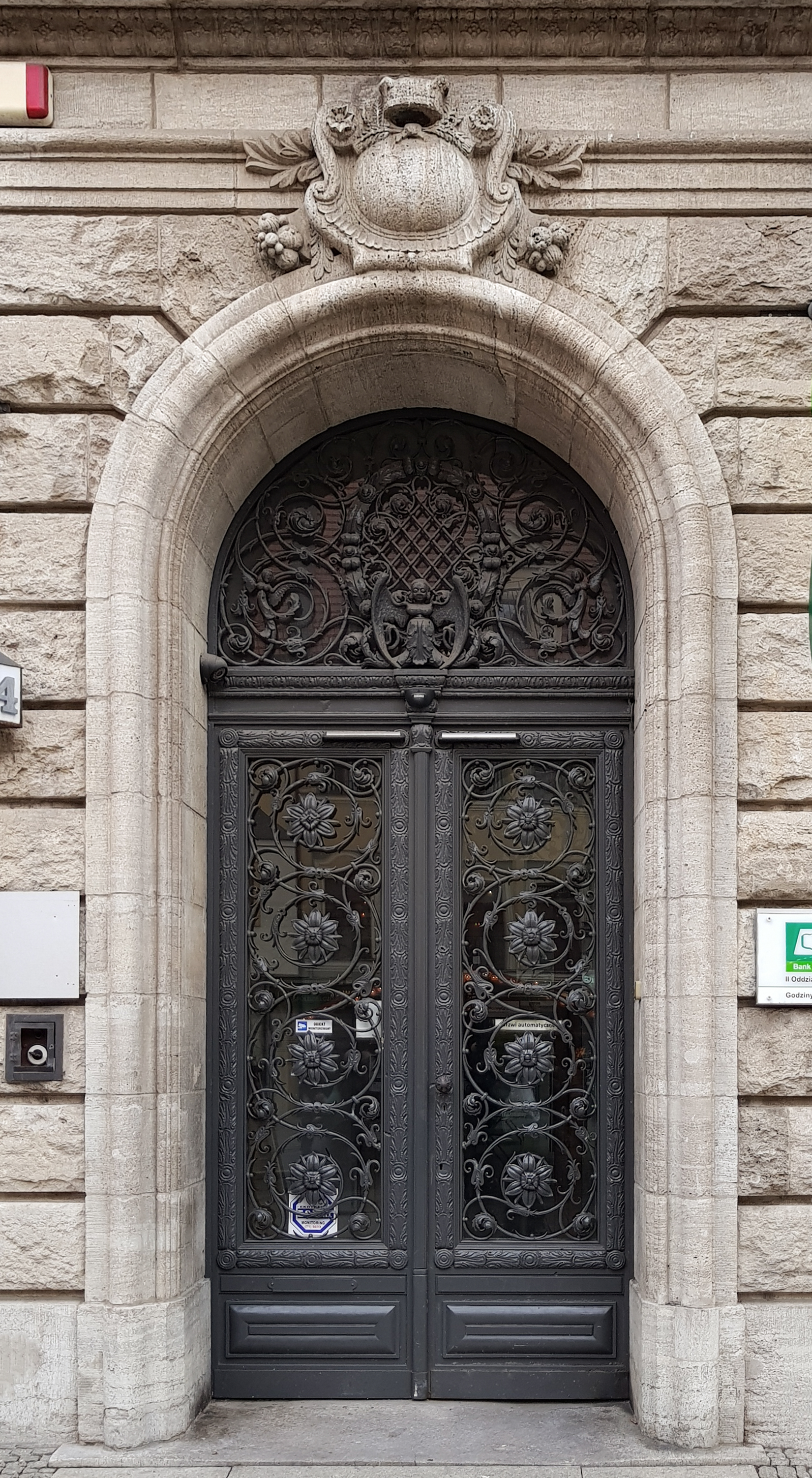
Portal wejściowy do kamienicy

Kamienica w obecnej formie została zbudowana pod koniec XVIII wieku. Posiadała trzy kondygnacje, dwukondygnacyjny szczyt zakończony tympanonem i czteroosiową fasadą. Pomiędzy drugą a trzecią osią, na wysokości między pierwszym a drugim piętrem, znajdował się emblemat złotej gwiazdy. W 1780 roku do Wrocławia sprowadziła się z Brzegu żydowska rodzina kupiecka Heimannów, z jej nestorem  Wolfem Heimannem. Jego syn Ernst Heimann otworzył mały kantor w wynajętym pomieszczeniu w kamienicy Rynek 34, pod szyldem Bankhaus Ernst Heimann. Z biegiem lat jego interes rozwinął się i w 1836 roku zakupił sąsiednią kamienicę przy Rynku 33, gdzie przeniósł siedzibę banku.
W 1866 roku zaprojektowano nową fasadę kamienicy w stylu neoromańsko-neogotyckiej. Swoją formą budynek miał nawiązywać do architektury XIII wiecznej. Kamienica miała mieć trzy kondygnacje z czwartą należącą do strefy szczytowej. Boki szczytu miały nawiązywać do architektury romańsko- gotyckiej w Lombardii. U samej góry, w tympanonie miało znajdować się rozetowe okno. Projekt nie został zrealizowany.
W 1905 roku kamienicę zakupił wnuk Ernsta Heimanna, doktor prawa Georg Heimann pod nową siedzibę banku. Pod koniec XIX wieku w budynku na parterze, znajdowała się Piwiarnia Petzolda.
W 1912 lub 1913 lub w 1914 roku kamienica została rozebrana a w jej miejsce wzniesiono kamienicę w duchu renesansu północnego, według projektu berlińskiej spółki Bielenburg & Moser. Nowa kamienica była dwutraktowa, czterokondygnacyjna z trzy-strefowym szczytem i z trzyosiową fasadą. Parter został pokryty boniowana rustyką i oddzielony od wyższych kondygnacji gzymsem. Po lewej stronie umieszczono portal zwieńczony pełnym łukiem i ujęty w profilowane obramienie. Nad drzwiami umieszczono dekorowany kaboszon w oprawie rolwerkowej. Po prawej stronie umieszczono dwa duże okna zabezpieczone artystycznie wykonanymi kratami. Druga i trzecia kondygnacja została wyodrębniona gzymsem a okna ujęte zostały w pionie we wspólne opaski wzorowane na zwór gotycki i udekorowano historycznie stylizowanym detalem - w kluczu umieszczone zostały rzeźby głowy kobiecej. Budynek wieńczył dwuspadowy dach kalenicowy z rozbudowaną lukarną tworzącą dwukondygnacyjny szczyt nawiązujący w swojej formie do manieryzmu, otoczony na każdej kondygnacji płaskorzeźbami przypominającymi spływy. 

## Po II wojnie światowej
W wyniku działań wojennych w 1945 roku kamienica została zniszczona. Została odbudowana na wzór stanu sprzed rozpoczęcia II wojny światowej ; z okresu przedwojennego zachowały się stylowe kute kraty okien i drzwi. Od 1949 roku w kamienicy swoją siedzibę miał Bank Spółdzielczy Rzemiosła obsługujący małe i średnie przedsiębiorstwa.